# Nathaliya Moguilevskaya
 (avril 2017).
Nathaliya Moguilevskaya, pseudonyme de Nathaliya Moguila, née le 2 aout 1975 à Kiev, est une chanteuse, actrice et productrice ukrainienne.

## Biographie
En 1992, elle termine ses études à l’école secondaire Vladimir Koudriachov puis elle entre et est diplômée de l'École du cirque et de l'art de la scène de Kiev. Après l’école de cirque, elle travaille au Théâtre d’art de la scène de Kiev et au théâtre israélite Chterne.
Elle commence sa carrière de chanteuse en 1995. La même année elle gagne le concours « Slaviansky bazar ». Elle chante alors ses premières chansons : La fillette qui a les cheveux de couleur de lys et Une perce-neige.
En 1996, elle entre à l’Université nationale de Culture et d’Art de Kiev. Son premier album La-la-la sort en 1997. Il est suivi en 1998 de Une perce-neige puis de son troisième album Ce n'est que moi. La même année, la chanson La lune devient la Chanson de l'Année en Ukraine et Nathaliya Moguilevskaya est nommée meilleure chanteuse[réf. nécessaire].
Elle reçoit en 2001 le prix « L’oiseau d’or » pour son album Je suis une autre. En 2002 l’album L’hiver et le clip vidéo pour la chanson L’hiver deviennent très connus[réf. nécessaire].
L’album Le meilleur de tous voit le jour en 2004 avec la nouvelle chanson Aime-moi telle que je suis. Nathaliya Moguilevskaya devient présentatrice à la télévision et reçoit le prix « Télétriomphe ». 
En 2004, elle se marie avec Dmytro Tchaliy dont elle divorce l'année suivante. Elle reçoit le titre de Artiste du peuple de l’Ukraine et devient productrice du projet télévisuel Chance diffusé par Inter.
Son album Le message qui a été envoyé sort en 2006. Elle prend aussi le deuxième prix au projet Danses avec les stars. Elle reçoit en 2007 le titre de La plus belle femme du pays selon le magazine Viva puis participe au projet Fabrika Zirok, qu'elle produit (2008).
Après plusieurs tournées en 2009, elle est membre de jury du concours Fabrika Zirok, Danses avec les stars (2011-2012).
En 2013, elle participe au concours des imitateurs Comme les deux gouttes.